# Laboratoire de mécanique et d'acoustique
Le Laboratoire de mécanique et d'acoustique (également désigné par le sigle LMA) de Marseille est une unité mixte de recherche sous tutelle Aix-Marseille Université, CNRS et l'école d'ingénieurs Centrale Méditerranée. Le laboratoire est également une composante de la Fédération Fabri de Peiresc et regroupe près de 150 personnes dont des chercheurs, enseignants-chercheurs, ingénieurs, doctorants et personnel administratif.

## Histoire
Le laboratoire de mécanique et d'acoustique de Marseille tient son héritage du laboratoire de la guerre sous-marine créé en 1917 à Toulon. La détection de sous-marins fait alors partie des plus grands champs de recherche au cours de la Première Guerre mondiale. Le premier directeur du laboratoire est François Canac.
En octobre 1940, le laboratoire est placé sous la tutelle du Ministère de l'Instruction publique et devient le Centre d'étude de la Marine, rattaché au CNRS. Canac décide d'installer le laboratoire à Marseille et laisse sa place de directeur à Théodore Vogel. Le 20 décembre 1962, le laboratoire change à nouveau de nom pour devenir le Centre de recherches physiques, qui compte notamment un département de mécanique et un département d'acoustique. Ce n'est que le 10 juillet 1973 que le centre de recherche prend le nom de Laboratoire de mécanique et d'acoustique.

## Le laboratoire aujourd'hui
Le LMA étend ses compétences dans les domaines de la mécanique du solide et de l'acoustique. Il est structuré en trois équipes de recherche de taille comparable : "matériaux et structures", "ondes et imagerie" et "sons". 
Le LMA est actuellement situé sur le campus de Château-Gombert avec une antenne à Aix-en-Provence. 